# Karczemki (Gdańsk)

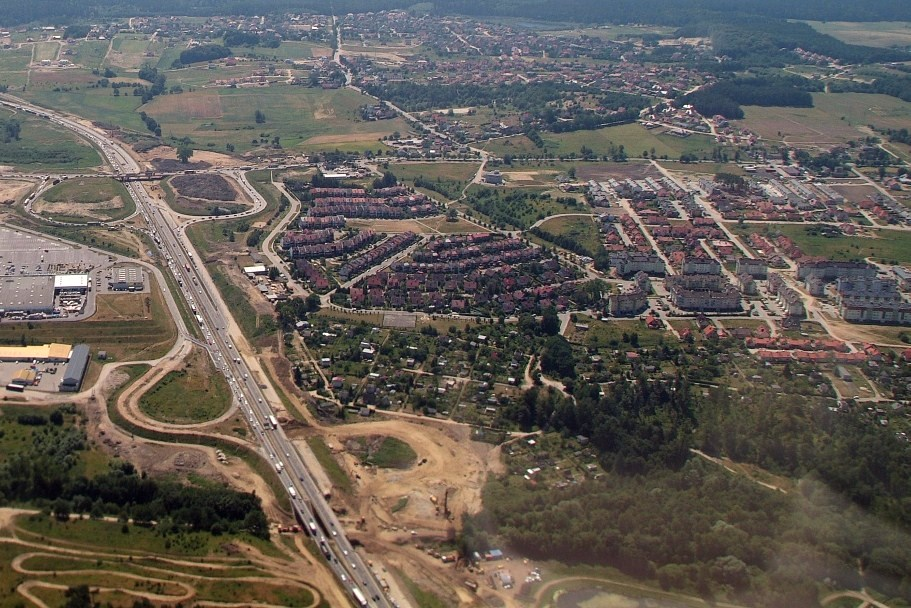
Obwodnica Trójmiasta w trakcie rozbudowy (po lewej) i Karczemki (po prawej), 2010

Karczemki (kasz. Karczemczi, niem. Karczemken) – osiedle położone w obszarze dzielnicy Kokoszki, w Gdańsku.
Na osiedlu dominują domy jednorodzinne w zabudowie szeregowej i bliźniaczej. W 1980 roku powstały tu pierwsze budynki zbudowane przez Stocznię Gdańską dla pracowników.

## Podział historyczny oraz lokalizacja
Historycznie Karczemki dzielą się na:
- Karczemki Nynkowskie – należące niegdyś do dawnej wsi Jasień
- Karczemki Kiełpińskie – należące niegdyś do dawnej wsi Kiełpinek

Obecnie określeniem Karczemki określa się mały obszar ograniczony:
- od północy – linią kolejową Wrzeszcz – Kokoszki
- od wschodu – Obwodnicą Trójmiasta
- od południa – ul. Kartuską
- od zachodu – ul. Inżynierską

## Historia
Karczemki w 1789 należały do Ignacego Grąbczewskiego i znajdowały się na bitym trakcie gdańsko-kartuskim, jednej z głównych dróg wiodących z Gdańska. Nazwa pochodzi od karczmy lub karczm znajdujących się przy tej drodze.
W latach 1920–1939 Karczemki znajdowały się na granicy Polski z Wolnym Miastem Gdańsk. Dla upamiętnienia tego faktu rondo na skrzyżowaniu ulicy Kartuskiej i Otomińskiej od 2016 roku nosi nazwę Rondo Graniczne Wolne Miasto Gdańsk - Rzeczpospolita Polska (1920-1939).
Na przełomie lat 1970-1980 zaczęło powstawać osiedle mieszkaniowe. W roku 2000 ruszyły poważne inwestycje na terenie położonym na zachód od ulicy Kalinowej. Powstało eleganckie osiedle domków jedno-, dwu- oraz czterorodzinnych, zaś w północnej części – nowoczesne osiedle bloków mieszkalnych z podziemnymi garażami i parkingami.
W trakcie prac archeologicznych pod węzłem Karczemki zostały odkryte ślady osadnictwa z epoki żelaza (800-450 lat p.n.e.): ziemianki i dołki posłupowe (pozostałości po budynkach naziemnych), jamy gospodarcze, jamy odpadowe, kilkanaście tysięcy fragmentów naczyń ceramicznych, krzemienne narzędzia, kilka przedmiotów metalowych, trzy paciorki z bursztynu, dwa piecowiska (w tym mielerz).

## Komunikacja

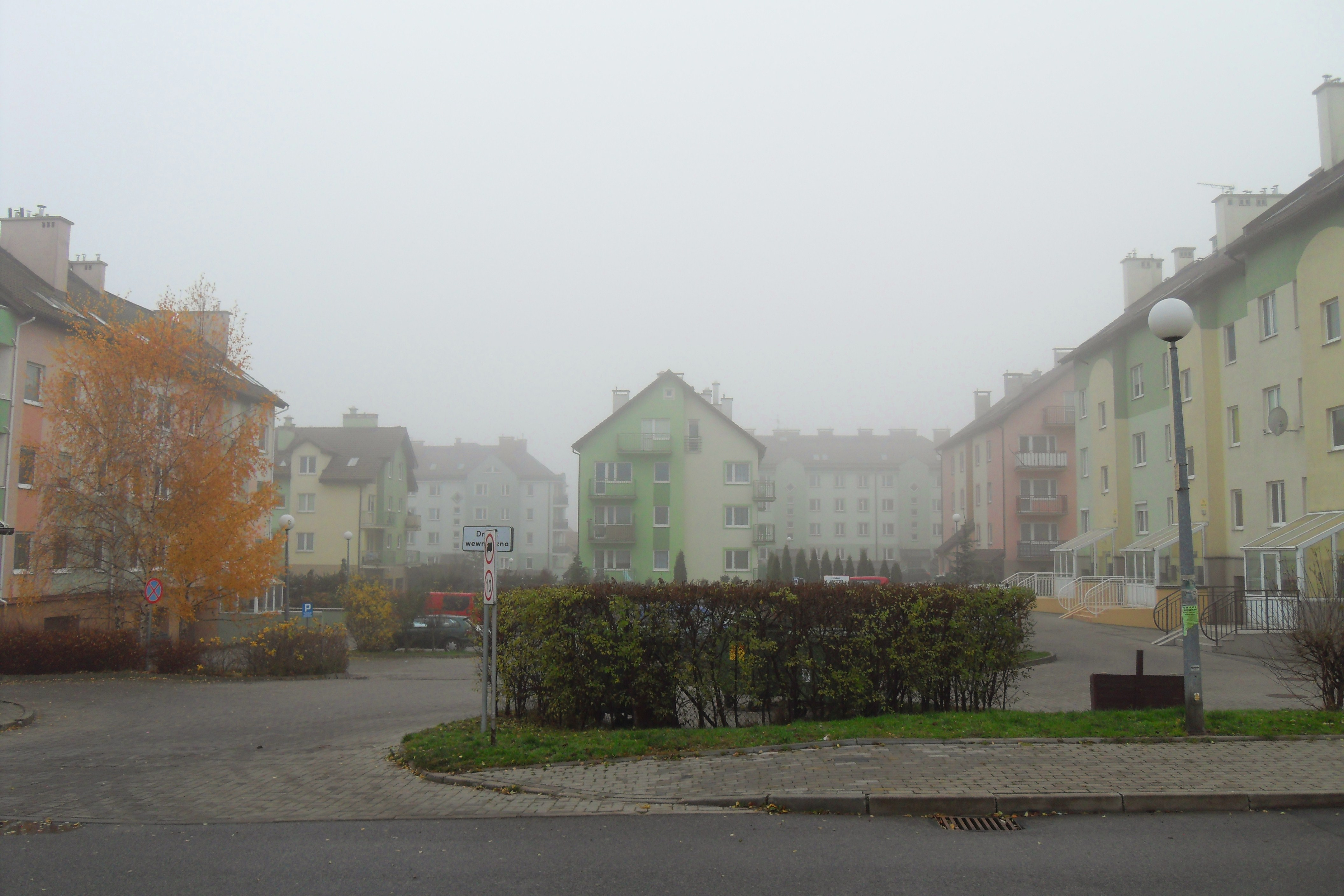
Karczemki

Osiedle charakteryzuje się dobrym skomunikowaniem z centrum miasta, od którego oddalone jest o około 8,5 km. Dużą zasługę w tej łatwości skomunikowania ze Śródmieściem ma al. Armii Krajowej, która po przedłużeniu do osiedla Jasień odciążyła ulicę Kartuską z ruchu tranzytowego i pasażerskiego, przez co korki drogowe w tej części miasta występują relatywnie rzadko. Osiedle łączą z centrum miasta trzy linie autobusowe dzienne (167, 168 i 267) i linia osiedlowa 268 oraz jedna linia nocna (N3). Ta ostatnia dowozi także pasażerów do portu lotniczego w Rębiechowie.
Korzystne położenie komunikacyjne osiedle zawdzięcza także bliskiemu sąsiedztwu obwodnicy Trójmiasta, która tworzy w Karczemkach węzeł z drogą krajową nr 7 i "przekazuje" jej funkcję drogi europejskiej E28. Znajdujący się na obszarze dzielnicy węzeł był największą inwestycją drogową w Gdańsku oraz największym węzłem drogowym w północnej Polsce. Prace rozpoczęły się w 2010 roku i zostały zakończone w połowie 2012.